# جانی جاکومینی
جانی جاکومینی (ایتالیایی: Gianni Giacomini؛ زادهٔ ۱۸ اوت ۱۹۵۸) دوچرخه‌سوار اهل ایتالیا است.
وی در مسابقات کشوری و بین‌المللی در مجموع برندهٔ ۱ مدال طلا شده‌است.